# 大溪 (大字)
大溪，原稱大嵙崁，是中華民國桃園市大溪區的一個傳統地域名稱，也是全區行政及經濟中心所在地，位於該區中部偏西北。相較於今日行政區，其範圍大致包括福仁里、興和里。

## 歷史
台灣清治末期至日治初期，大溪地區為一街庄，稱為「大嵙崁街」，隸屬於海山堡。該街西及西北隔大漢溪與缺仔庄相望，東北與月眉庄為鄰，東邊及南邊為田心仔庄。
1901年（日治明治三十四年）11月，全台設置二十廳，該街隸屬於桃仔園廳。1903年（明治三十六年），改名桃園廳。1909年（明治四十二年）10月，合併二十廳為十二廳，該街隸屬不變。1920年（大正九年），廢十二廳改設五州二廳，該街改制並改名為「大溪」大字，隸屬於新竹州大溪郡大溪街，大字下有「上街」、「下街」、「新街」、「新南」、「後尾」、「草店尾」小字名。
戰後大溪街改制為大溪鎮，隸屬於新竹縣，大字亦改制為里。1950年桃、竹、苗分治，大溪鎮改隸屬於桃園縣。2014年12月，桃園縣升格為直轄桃園市，大溪鎮改制為大溪區。

## 交通
省道台3線（康莊路）俗稱「內山公路」，是臺北至屏東的幹道，大致以東南—西北走向經過大溪地區東北部邊界地帶。由此道路向東南轉東北可前往三峽、土城、板橋、臺北等地，向西北過大漢溪橋後轉東北再繞180度大彎轉西南可前往員樹林、龍潭、關西、橫山等地。
省道台7線（康莊路）俗稱「北部橫貫公路」，是桃園大溪至宜蘭壯圍的幹道，其西側端點位於本地區東北角省道台3線路口。由此向南南西轉東南可前往田心子、三層、復興，再越過雪山山脈可前往宜蘭縣。

## 學校
- 大溪國小

## 景點
- 大溪老街

## 廟宇
- 大溪福仁宮（開漳聖王廟）
- 大溪普濟堂（關聖帝君廟）